# Ragnar Johansson (frivilligsoldat)
Ragnar Johansson, född 28 september 1920 i Väring, Skövde, död 2 maj 1945 i Berlin var en svensk frivillig i tyska Waffen-SS under andra världskriget. 

## Biografi
Ragnar Johansson var stamanställd sergeant på Skaraborgs regemente (I9) fram till 1941 då han rymde från regementet och anslöt sig till Waffen-SS. 
Väl i Waffen-SS hamnade han under SS-Hauptsturmführer Hans-Gösta Pehrssons befäl, till en början i 5. SS-Panzer-Division Wiking, därefter i 11. SS Freiwilligen-Panzergrenadier-Division Nordland och tjänstgjorde där som förare till ovan nämnd kompanichef. 
Johansson stupade 24 år gammal den 2 maj 1945 i slutstriderna om Berlin då deras Sd.Kfz 251 (halvbandvagn) träffades av en sovjetisk stridsvagn av modell T34. Johansson och Pehrsson lyckades ta sig ut ur den utskjutna halvbandvagnen; Pehrsson hann ta sig till säkerhet men Johansson träffades av splitter från en sovjetisk handgranat som detonerat strax intill deras vagn och han dör på plats. 
Johansson uppnådde graden SS-Unterscharführer.